# Public Relations Society of America
La Public Relations Society of America (PRSA) est une association commerciale et professionnelle fondée en 1947 pour défendre les intérêts d'entités œuvrant dans le domaine des relations publiques.
Dans les années 1950 et années 1960, elle s'est dotée d'un code de conduite, d'un programme d'accréditation et d'une société étudiante (Public Relations Student Society of America).

## Histoire
La Public Relations Society of America a été fondée en 1947, en fusionnant l' American Council on Public Relations et la National Association of Public Relations Councils ,.
La société a tenu sa première conférence annuelle à Philadelphie , où Richard Falk a reçu la première "citation annuelle" de PRSA pour avoir fait avancer le domaine des relations publiques.
Plusieurs dérives et violations éthiques constatées sur le terrain ont conduit à des discussions sur l'éthique au sein de la société. Lors de la conférence annuelle de 1952, un conférencier a utilisé l'exemple de l'utilisation des techniques de propagande par Adolf Hitler comme exemple d'abus potentiel des techniques de relations publiques. La société a publié son premier code de conduite et ses premiers prix Anvil deux ans plus tard,. Le code de conduite a ensuite été ratifié en 1959 puis à nouveau en 1963.
La PRSA a fusionné avec l'American Public Relations Association en 1961  et a lancé son programme d'accréditation pour les professionnels des relations publiques l'année suivante,,.
La Public Relations Student Society of America (PRSSA) a été créée en 1967 sur la base d'une suggestion du professeur Walter Seifer de l'Ohio State University.
La société a doublé son nombre d'adhérent(e)s en 20 ans, passant de 4 500 membres en 1960 à 9 000 en 1981.

## Nouvelle définition des relations publiques (1982)
En 1982, la PRSA auto produit une nouvelle définition des relations publiques : "Les relations publiques aident une organisation et ses publics à s'adapter mutuellement" 
En 1986, Anthony Franco, alors président de la PRSA, démissionné après que la presse ait révélé qu'il était accusé de délit d'initié par la Securities and Exchange Commission des États-Unis,.
En 1990, la PRSA se crée une branche philanthropique ; la Fondation PRSA  qui promeut « la diversité parmi les professionnels des relations publiques et les entreprises, afin qu'ils puissent mieux servir le bien public et répondre aux besoins d'un monde diversifié » et soutient des actions qui attirent, aident et préparent les jeunes à entrer dans la profession, avec des employeurs et des organisations de l'industrie en faveur de l'inclusion sur le lieu de travail où accueillir, soutenir et retenir une main-d'œuvre diversifié,.
En 1994, O'Dwyer (du journal commercial O'Dwyer's PR) affirme que PRSA viole les lois sur le droit d'auteur, en diffusant des articles de journaux (de USA Today, The New York Times, O'Dwyer's et d'autres sources) à ses membres . O'Dwyer avait déjà critiqué PRSA depuis les années 1970 mais ce moment est  le début d'un différend à long terme entre lui et PRSA ,,.
En 1996 et 2011, O'Dwyer critique aussi PRSA pour son absence d'audit et de transparence financière, et l'opacité de dépenses alors qu'elle a augmenté les cotisations demandées aux membres. PRSA répond que les augmentations sont justifiées par une augmentation des services fournis aux membres,.
En 2000, PRSA et l'Institute of Public Relations signent un accord de travail en commun sur des thèmes tels que l'éthique, l'éducation, l'accréditation, le développement professionnel et les nouveaux médias. La société a lancé deux initiatives visant à réviser sa définition des relations publiques en 2003 et 2007, mais aucun n'a avancé, et il n'y a pas de consensus pour une définition commune.
En novembre 2011, PRSA lance une initiative "Public Relations Defined", pour créer une définition participative des relations publiques ; 927 soumissions sont déposées sur son site Web  en remplissant les blancs de la déclaration : « Relations publiques (fait quoi) avec ou pour (qui) pour (faire quoi) dans (quel but) ». La définition retenue est 
« un processus de communication stratégique qui établit des relations mutuellement bénéfiques entre les organisations et leurs organes ».
Selon le Chartered Institute of Public Relations (CIPR), "les réactions à cette nouvelle définition de PRSA ont été mitigées et les opinions ont été vivement débattues".
En 2011, la PRSA accuse O'Dwyer d'avoir enregistré des conférences téléphoniques organisées par la PRSA et l'empêche d'entrer dans les salles où ont lieu des événements organisés par PRSA (qui a envoyé une lettre de 23 pages à O'Dwyer pour lui signifier qu'il avait un comportement perturbateur et contraire à l'éthique. Le National Press Club a tenté de négocier l'entrée d' O'Dwyer, mais sans succès.

## Féminisation de la profession et de la gouvernance de la PRSA
Des années 1970 au début des années 1980, la base féminine de la PRSA augmente, alors qu'un plus grand nombre de femmes se forme au métier et entrent dans cette profession. La PRSA a eu sa première femme présidente en 1972 et une seconde présidente en 1983; En 1981, 78 % de la société étudiante de la PRSA étaient des femmes, contre 38 % en 1968.
Selon une enquêtes faite auprès de membres de la Public Relations Society of America en 1982, il existait encore une importante différence de perception entre les femmes et les hommes à l'égard des modèles professionnels : pour quatre modèles conceptuels proposés : le prescripteur expert, le technicien en communication, le facilitateur en communication et le facilitateur du processus de résolution de conflits, les répondants hommes se voyaient principalement dans le rôle de prescripteur expert, alors que les femmes se voyaient plutôt dans un rôle plus subalterne de technicienne en communication.

## Entraves à la libre concurrence et ententes sur les prix en interne
En 1977, la Federal Trade Commission (FTC) a annoncé que le code de conduite de la PRSA entravait la concurrence loyale en exigeant que les membres ne proposent pas leurs services à des clients d'autres membres.
La FTC a émis une ordonnance de consentement obligeant la PRSA à supprimer de son code de conduite :
- les passages au langage sexiste ;
- les passages décourageant la sollicitation de clients auprès d'autres membres ;
- les passages encourageant les ententes sur les prix[31],[32]

## Organisation, gouvernance.

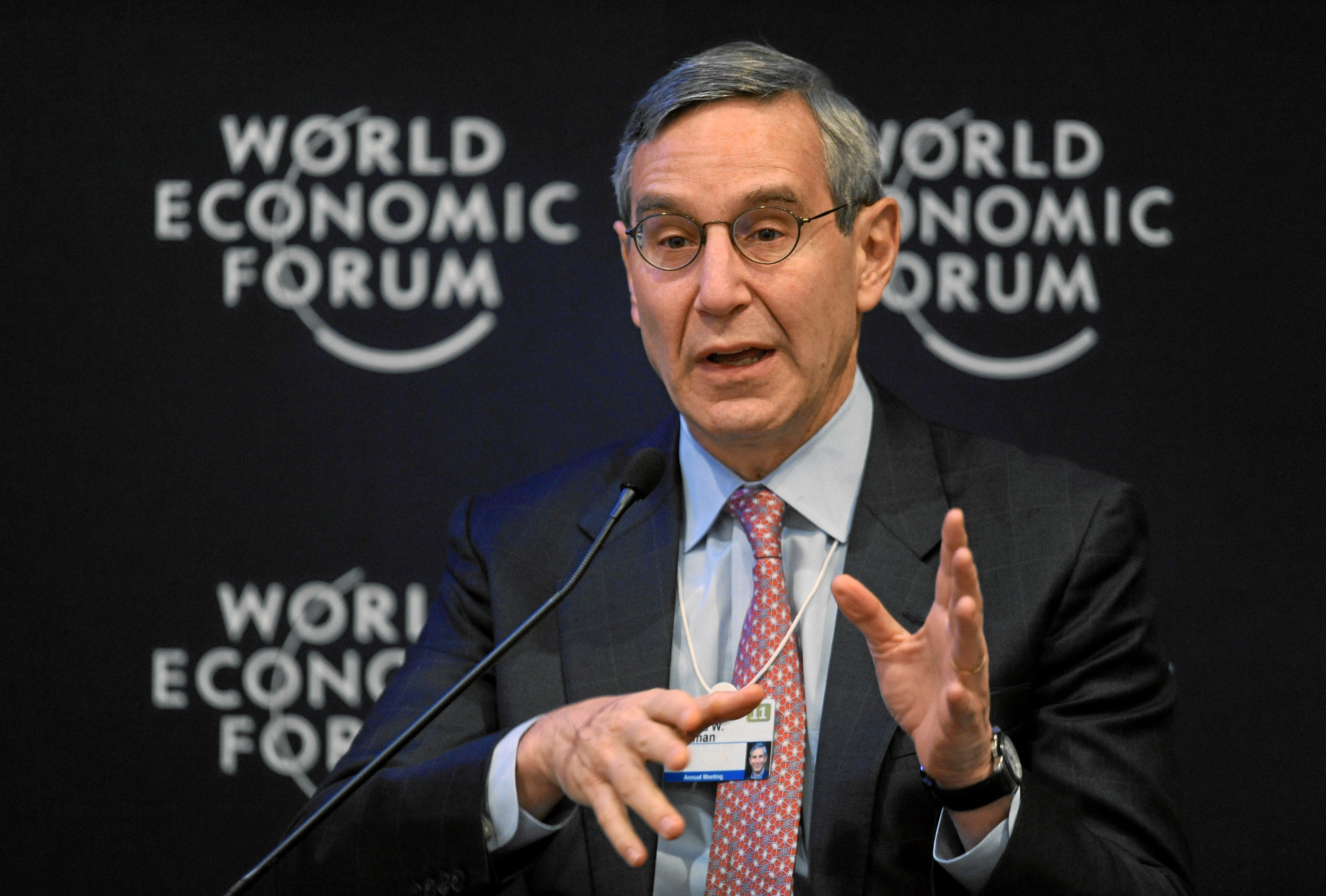
En 2010, Richard Edelman (photo) et le "Comité pour une PRSA démocratique" ont appelé à l'extension du plein droit de vote au sein du groupe aux membres qui ne détenaient pas la désignation APR.

PRSA une organisation de lobbying au statut d'organisation à but non lucratif 501(c)(6), régie par des statuts propres. Un président est nommé chaque année, élu par vote de l'Assemblée des dirigeants qui comprend un délégué pour 100 membres et de toute personne  détenant un poste électif. Les postes élus au sein de PRSA sont occupés sur une base volontaire.
Le conseil d'administration peut proposer des modifications de cotisation, que l'assemblée doit ensuite approuver. Il peut créer ou de dissoudre des groupes de travail et des comités, révoquer ou récompenser les membres. Un Conseil d'éthique et des normes professionnelles de la PRSA et un Conseil universel d'accréditation formulent respectivement des recommandations sur le code de conduite et les programmes d'accréditation.
PRSA a plus de 100 chapitres (groupes) dans dix districts, près de 375 chapitres étudiants  et 14 groupes d'intérêt.
Depuis les années 1970, PRSA réserve le droit de siéger à l'assemblée (nationale) du groupe ou de se présenter aux élections au conseil national aux titulaires d'une certification APR. Cette exigence a été abandonnée en 2004 pour l'Assemblée, mais maintenue pour les postulants au conseil d'administration.
En 2010, une mutinerie interne, conduite  par Richard Edelman et un groupe baptisé "Comité pour un PRSA démocratique" a appelé à la suppression de la restriction, rejetée lors d'un vote lors de la session de l'assemblée de cette année-là. En 2003, la proposition a à nouveau été rejetée puis adoptée en 2004.

## Prestations de service

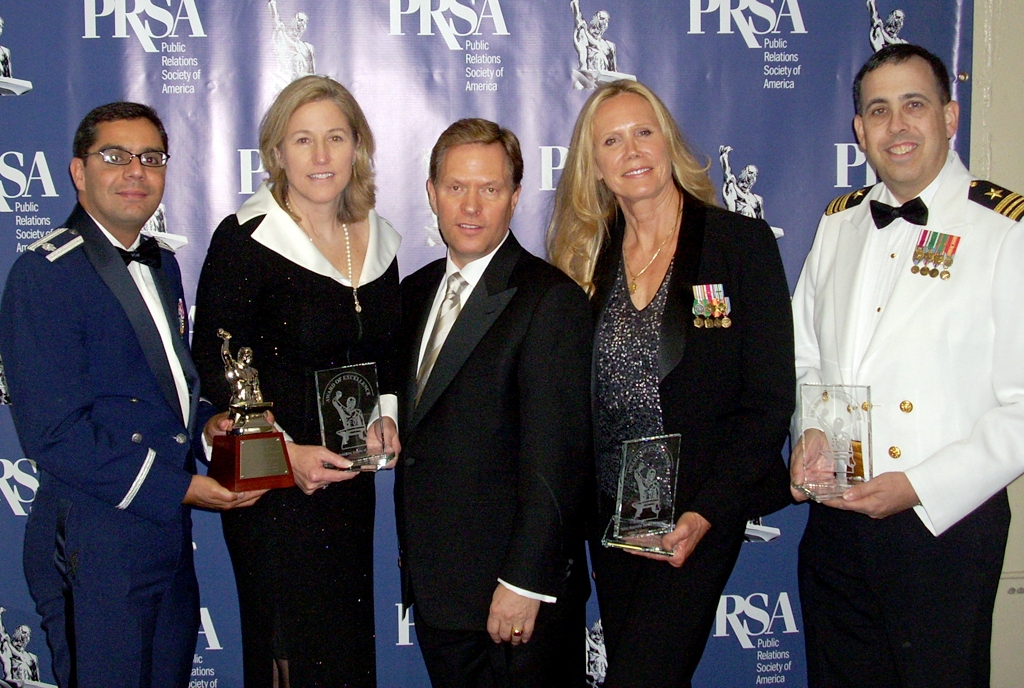
Personnel du Département américain de la Défense, recevant le prix Silver Anvil 2008

Les membres PRSA ont accès à des réseaux et outils favorisant le développement professionnel et la croissance de leur carrière.
PRSA est membre de l' Universal Accreditation Board (UAB) qui héberge le programme d'accréditation  APR (accréditation en relations publiques)  évaluant un professionnel des relations publiques dans quatre catégories : recherche, planification, mise en œuvre et évaluation. L'accréditation est généralement accordée aux candidats ayant cinq à sept ans d'expérience après des examens écrits et oraux.
PRSA décerne les prix Anvil, sur la base de quatre critères : recherche, planification, exécution et évaluation.
L'enclume d'or est décernée à des particuliers. L'enclume d'argent est décernée pour la stratégie, et celle de bronze pour la tactique>.
PRSA décerne aussi d'autres prix (Grand Gold Pick, Rookie of the Year, Lifetime Achievement et PR person of the year).

## Le journaldes relations publiques(édité par la PRSA)
Comparable dans sa forme à un périodique académique riche en textes, il a été publié d'octobre 1945 à 1995 avec comme mission initiale  "publier des articles traitant de problèmes fondamentaux de relations publiques, car ils demandent actuellement une solution".
PRSA publie toujours "The Strategist and Tactics ".dit "The Strategist", un magazine trimestriel sur papier glacé destiné aux cadres et une revue dénomméeTactics qui est un tabloïd mensuel d'actualités.

## Code de déontologie
Révisé en 1954, 1959, 1963, 1977, 1983, 1988 et 2000,,,, il prescrit que :
- les membres "ne se livrent à aucune pratique qui tend à corrompre l'intégrité des canaux de communication publique" et agissent "en accord avec le bien-être public"[8] ;
- ils identifient la source de leurs communications, évitent les méthodes dérogatoires et évitent d'abuser des informations privilégiées[8] ;
- ils "protègent et font progresser la libre circulation d'informations exactes et véridiques ; favorisent une prise de décision éclairée grâce à une communication ouverte... et s'efforcent de renforcer la confiance du public dans la profession"[53],[8] ;
- ils « adhèrent aux normes les plus élevées d'exactitude et de vérité »[8].

Tout membre qui viole ces principes peut voir sont adhésion révoquée.
CBS notamment a critiqué ce code avec la phrase suivante : 
"Montrez-moi une personne des relations publiques qui est" exacte "et" véridique ", et je vous montrerai une personne des relations publiques qui est au chômage".

## Recherche
La Public Relations Society of America et l' Association for Education in Journalism and Mass Communication ont commandé deux études, en 1975 puis en 1987, sur l'état de la qualité de la formation aux relations publiques dans les cursus de qualification professionnelle existants. Elles ont conclu que trop de cours étaient dispensés par des formateurs ayant peu ou pas d'expérience dans le domaine, la plupart n'ayant en outre pas de diplôme d'études supérieures.
Plusieurs normes pour la formation ont été proposées par ces études, notamment que 75% des cours pour les professionnels des relations publiques soient en dehors de la majeure.
En 1991, la PRSA a accueilli un groupe de travail sur la structure et le rôle des relations publiques, qui a constaté que les enseignants en relations publiques manquaient encore d'expérience pratique.
la PRSA se dote d'un nouveau plan stratégique dit Blueprint 2000 pour repriser ses buts et objectifs pour la croissance et l'orientation de la Société . PRSA publie aussi en 1993 un guide de carrière professionnelle classant les compétences et les connaissances nécessaires pour cinq niveaux différents de carrière, préconisant  que les programmes de MBA incluent des programmes de communication, pour que les dirigeants d'entreprise soient mieux préparés à la gestion de crise.

## Plaidoyer pour la profession
Au milieu des années 1980, la PRSA plaide pour la confiance dans la profession des relations publiques, pour une crédibilité et le respect des relations publiques en tant que métier. La PRSA présente souvent, y compris dans ses définitions les relations publiques comme pouvant faciliter la communication avec un public informé dans un processus démocratique.
Une étude de Kati Tusinski Berg (Marquette University) publiée par la PRSA, basée sur une enquête faite auprès de 222 lobbyistes enregistrés dans l'Oregon, a porté sur les liens, similitudes et différences entre activités de lobbying et de relations publiques, en tant qu'activités de communication. En tenant compte du spectre des activités de communication dans lesquelles ces lobbyiste étaient engagés (pour le compte d'organisations variées) et sur la base de la manière dont ces lobbyiste décrivaient leur rôle professionnel, l'auteur estime que beaucoup d'entre eux, tout comme pour rde nombreux professionnels des relations publiques, semblent penser que leur raison d'être professionnelle est le « plaidoyer ». L'auteur précise toutefois que le concept ou mot de plaidoyer présenté des contradictions et des limites pour décrire ces activités de communication.
En 1999, un indice national de crédibilité de la PRSA a cependant révélé ou confirmé que les professionnels des relations publiques étaient parmi les professions jugées les moins crédibles en tant que porte-parole.
La PRSA s'est opposée aux actions du groupe Redner en 2011, quand la société de relations publiques a menacé de mettre sur liste noire les médias qui avaient donné des critiques négatives à Duke Nukem.
Quand en 2012, aux États-Unis, un sous-comité sénatorial a décidé d'enquêter sur les dépenses de relations publiques (communication, publicité...) de 11 agences gouvernementales. La PRSA s'est opposé à l'enquête, affirmant qu'elle dégraderait à tort la valeur des relations publiques au sein du gouvernement.